# Đường tỉnh 745
Tỉnh lộ 745 hay còn gọi là ĐT.745 là tuyến đường nội tỉnh của tỉnh Bình Dương, Việt Nam.
Tỉnh lộ 745 có tổng chiều dài là 18 km. Điểm bắt đầu giao với Quốc lộ 13 tại ấp Tây, phường Vĩnh Phú, thành phố Thuận An, tiếp tục đi qua dọc theo ven sông Sài Gòn qua địa bàn các phường: Lái Thiêu, Bình Nhâm, Hưng Định, phường An Thạnh thuộc thành phố Thuận An. Điểm cuối gặp lại Quốc lộ 13 tại nút giao thông Hiệp Thành thuộc phường Hiệp Thành, thành phố Thủ Dầu Một) đoạn qua địa bàn thành phố Thủ Dầu Một có tên là Cách mạng Tháng Tám. Dọc theo trục đường này có các khu du lịch sinh thái nổi tiếng như: Khu du lịch xanh Dìn Ký (phường Bình Nhâm), khu du lịch vườn cây Cầu Ngang (phường Hưng Định) và một ngôi chợ xưa có từ năm 1892 là chợ Búng (phường An Thạnh).